# Bão Vongfong (2014)
Bão Vongfong là cơn bão mạnh nhất thế giới năm 2014, đổ bộ Nhật Bản vào tháng Mười. Là cơn bão thứ 19 và trận cuồng phong thứ chín của mùa bão, nó cũng gián tiếp ảnh hưởng đến Philippines và Đài Loan. 

## Lịch sử khí tượng
Cả JTWC và JMA cùng phát tin bão vào ngày 3 tháng 10. Lúc này, tuy sức gió còn thấp nhưng việc đi vào vùng biển ấm làm cho Vongfong trở thành một cơn bão cuồng phong ở khu vực đảo Guam vào ngày 5 tháng 10. Bão bắt đầu gia tăng cường độ. Ngày 07 tháng 10, Cục quản lý Thiên văn, Địa vật lý và Khí quyển Philippines (PAGASA) đã đặt tên cho bão là Ompong, khi nó đã vượt qua kinh tuyến 135 độ Đông-giới hạn của vùng biển được theo dõi bởi cục này. JTWC sau đó đã xếp Vongfong là siêu bão mạnh thứ sáu của năm 2014, ngay trước khi đạt cường độ mạnh nhất khi hình thành mắt bão vào cuối ngày.

## Những thiệt hại
Ước tính thiệt hại từ cơn bão Vongfong là khoảng 48 triệu Đô (USD năm 2014), chủ yếu là làm chìm một tàu nghiên cứu của Đài Loan. Ít nhất 9 người đã thiệt mạng dọc theo đường đi của bão ở các quốc gia.